# چایان (بهار)
چایان، روستایی از توابع بخش مرکزی شهرستان بهار در استان همدان ایران است.چایان دارای یک امامزاده هست.دو مسجد

## جمعیت
این روستا در دهستان سیمینه رود قرار دارد و براساس سرشماری مرکز آمار ایران در سال ۱۳۹۵، خالی از سکنه بوده‌است.
تا دهه پنجاه این روستا نیز مانند اغلب روستاهای دیگر آباد بود؛ ولی از زمانی‌که در مسیر مشخصه‌های عمران و آبادانی مانند برق، جاده و نظایر آن قرار نگرفت، اهالی روستا کم‌کم آنجا را ترک کرده و در شهرهای مجاور ساکن شدند و روستا به ویرانه مبدل گشت.

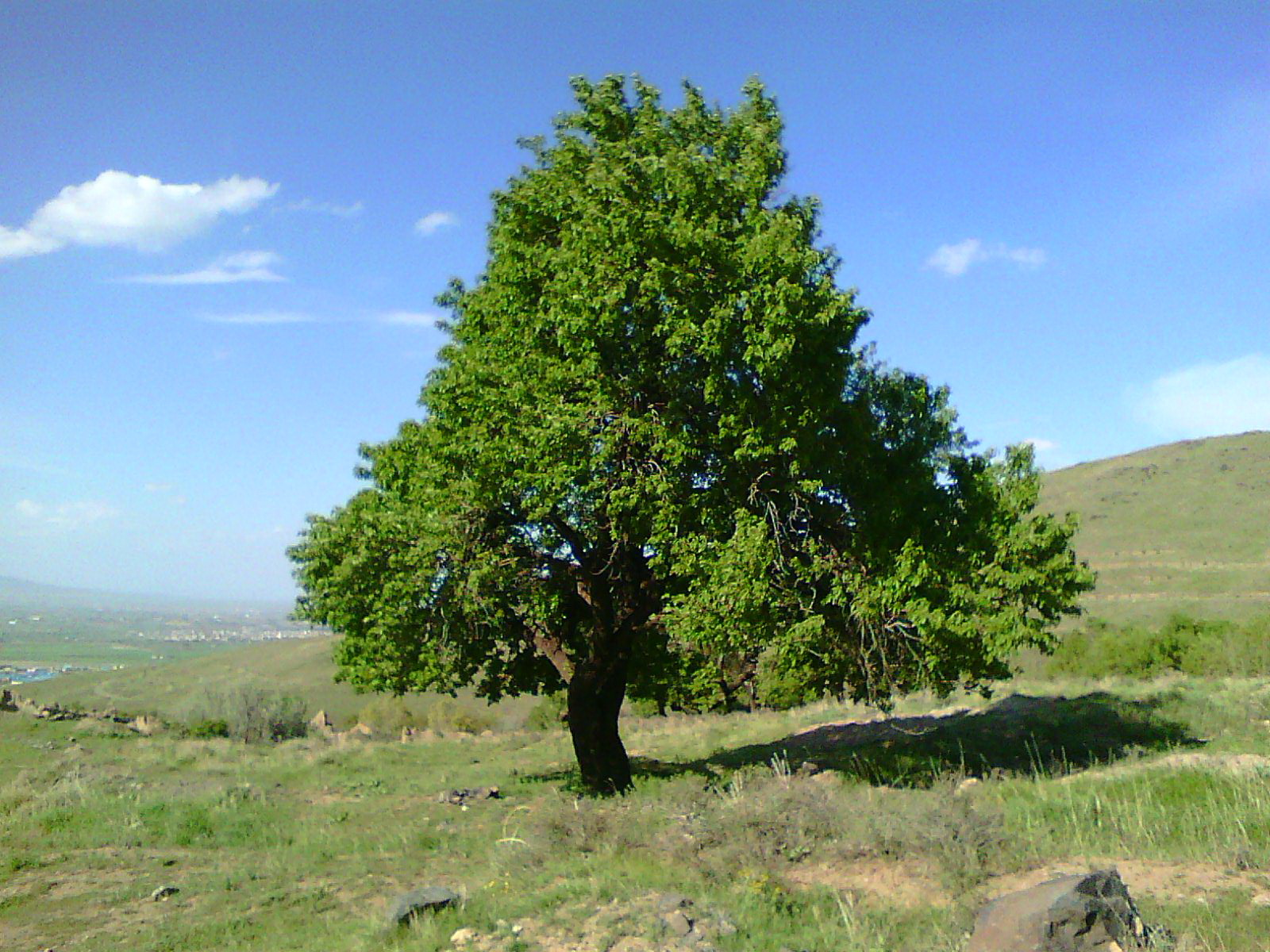
درخت کهن‌سال زردآلو